# Андроник Палеолог (син на Мануил II)
Андроник Палеолог (на средногръцки: Ανδρόνικος Παλαιολόγος) е византийски принц и деспот – последен византийски управител на Солун от 1408 до 1423 г.
Андроник Палеолог е син на византийския император Мануил II Палеолог и съпругата му Елена Драгаш. Негов дядо по майчина линия е велбъждкият деспот Константин Драгаш. Сред братята му са императорите Йоан VIII Палеолог и Константин XI Палеолог, както и Теодор II Палеолог, Димитър Палеолог и Тома Палеолог, които управляват като деспоти в Морея.
Като дете Андроник оцелява от болестта, която убива по-големия му брат Константин и две техни сестри. Той никога не се възстановява напълно, оставайки в лошо здравословно състояние до края на живота си, като в крайна сметка развива неизвестна, но тежка болест, вероятно проказа или подагра. Когато е само на осем години, баща му го провъзгласява за деспот и го назначава за управител в Солун, където той наследява своя починал братовчед Йоан VII Палеолог. Тъй като е още непълнолетен, първите години на управлението на Андроник там – докъм 1415/1416, преминават под наместничеството на генерал Димитрий Ласкарис Леондарис.
След като Йоан VIII поема управлението в Константинопол през 1421 г., Византийската империя се сблъсква с все по-враждебната Османска империя. Константинопол е нападнат от османците през 1422 г., а Солун е подложен на продължителна обсада през 1422 – 1423 г. Под обсада и във все по-лошо здраве Андроник започва дипломатически преговори за предаването на града на Република Венеция. Въпреки че няма подкрепата на цялото население и среща съпротивата на Църквата, която няма доверие на латините, преговорите на довеждат до разполагане на венециански войски в града през 1423 г. Предаването на Солун на Венеция допринася за избухването на първата от поредицата войни между Венеция и Османската империя, която в крайна сметка превзема Солун през 1430 г.
Съдбата на Андроник след предаването на Солун е неясна, а сведенията за негов в източниците са противоречиви. Съвременният му венециански Кодекс на Морозини споменава заговор, ръководен от Андроник, за предаване на Солун на турците. Заговорът е разкрит през ноември 1423 г., след което Андроник и неговите привърженици са заточени – деспотът е изпратен в Навплио в Морея, а неговите поддръжници в Сития на остров Крит, в Андрос и на други места. Според гръцкия учен Апостолос Вакалопулос, този заговор може да е идентичен със затварянето на четирима видни аристократи начело с някой си Платискалит за връзката им с османците, както се съобщава от византийския историк Дука. Те са заточени първо на остров Крит, а след това – във Венеция и Падуа. Византийските източници не споменават участието на Андроник в заговор и му приписват различна съдба: Лаоник Халкокондил съобщава, че Андроник заминава за Мантинея в Морея, където починал; Теодор Спандунис пише, че Андроник е отплавал за Венеция, но е починал по време на пътуването си; Сфранцес твърди, че той е станал монах в константинополския манастир Пантократор, където починал през 1429 г. и бил погребан до баща си; редица други източници, включително Псевдо-Сфранц, твърдят, че той е станал монах в Атон, или по-специално в манастира Ватопед, където починал.

## Цитирана литература
- ((el)) Mertzios, Konstantinos (2007) [1949]. Μνημεία Μακεδονικής Ιστορίας (Second). Thessaloniki: Society for Macedonian Studies, ISBN 978-960-7265-78-4, http://media.ems.gr/ekdoseis/makedoniki_bibliothiki/ekd_makb_mertzios_7.pdf
- Necipoğlu, Nevra (2009). Byzantium between the Ottomans and the Latins: Politics and Society in the Late Empire. Cambridge: Cambridge University Press, ISBN 978-1-107-40388-8, https://books.google.com/books?id=3gVtpwAACAAJ
- Setton, Kenneth M. (1978). The Papacy and the Levant (1204–1571). Philadelphia: The American Philosophical Society, ISBN 0-87169-127-2
- Vacalopoulos, Apostolos E. (1973). History of Macedonia 1354–1833. Thessaloniki: Institute for Balkan Studies, http://promacedonia.org/en/av/, посетен на 12 март 2017
- Gilliland Wright, Diana. blogger.com, https://surprisedbytime.blogspot.com/2010/06/andronikos-palaiologos.html, посетен на 26 януари 2024

|  | Тази страница частично или изцяло представлява превод на страницата Andronikos Palaiologus (son of Manuel II) в Уикипедия на английски. Оригиналният текст, както и този превод, са защитени от Лиценза „Криейтив Комънс – Признание – Споделяне на споделеното“, а за съдържание, създадено преди юни 2009 година – от Лиценза за свободна документация на ГНУ. Прегледайте историята на редакциите на оригиналната страница, както и на преводната страница, за да видите списъка на съавторите. ВАЖНО: Този шаблон се отнася единствено до авторските права върху съдържанието на статията. Добавянето му не отменя изискването да се посочват конкретни източници на твърденията, които да бъдат благонадеждни. |